# Simone e Simaria
Simone e Simaria (stylisé Simone & Simaria) est un girl group brésilien de sertanejo, originaire d'Uibaí, dans l'État de Bahia, actif entre 2012 et 2022.

## Histoire

### Origines et formation (1984–2011)
Simone et Simaria naissent à Uibaí, État de Bahia, dans une famille modeste. Pendant leur enfance, elles vivent dans différentes villes en raison du travail de leur père, qui est mineur de diamants. Ils luttent et vivent même dans une maison en bois. Un événement mémorable de leur enfance est la perte de leur père.
En 1996, à l'âge de 14 ans, Simaria passe les tests pour rejoindre le groupe du chanteur Frank Aguiar en tant que choriste, et en 1998, Simone rejoint également le groupe. Au fil des années, elles gagnent en importance dans le groupe et chantent même quelques duos avec le chanteur, comme Não Se Vá. En parallèle, le 1er avril 2004, elles sortent leur première œuvre en duo, l'album Nã, Nã, Nim Na Não, sur le label Atração, mais le projet n'aboutit pas. En 2007, les sœurs abandonnent les chœurs de Frank et, après une courte période d'inactivité, rejoignent le groupe Forró do Muído (une initiative de A3 Entretenimento), faisant partie de la première formation du groupe avec la chanteuse Binha Cardoso, avec qui elles ont sorti onze albums studio et quatre albums live. Avec le groupe, elles obtiennent une grande reconnaissance, en particulier dans les États du Ceará et du Rio Grande do Norte, et remportent même le prix Forrozão en tant que musicienne de l'année en 2011, la plus grande distinction dans le genre musical au Brésil. En 2012, les sœurs quittent le groupe pour se concentrer sur leur carrière en duo.

### Carrière (2012–2022)

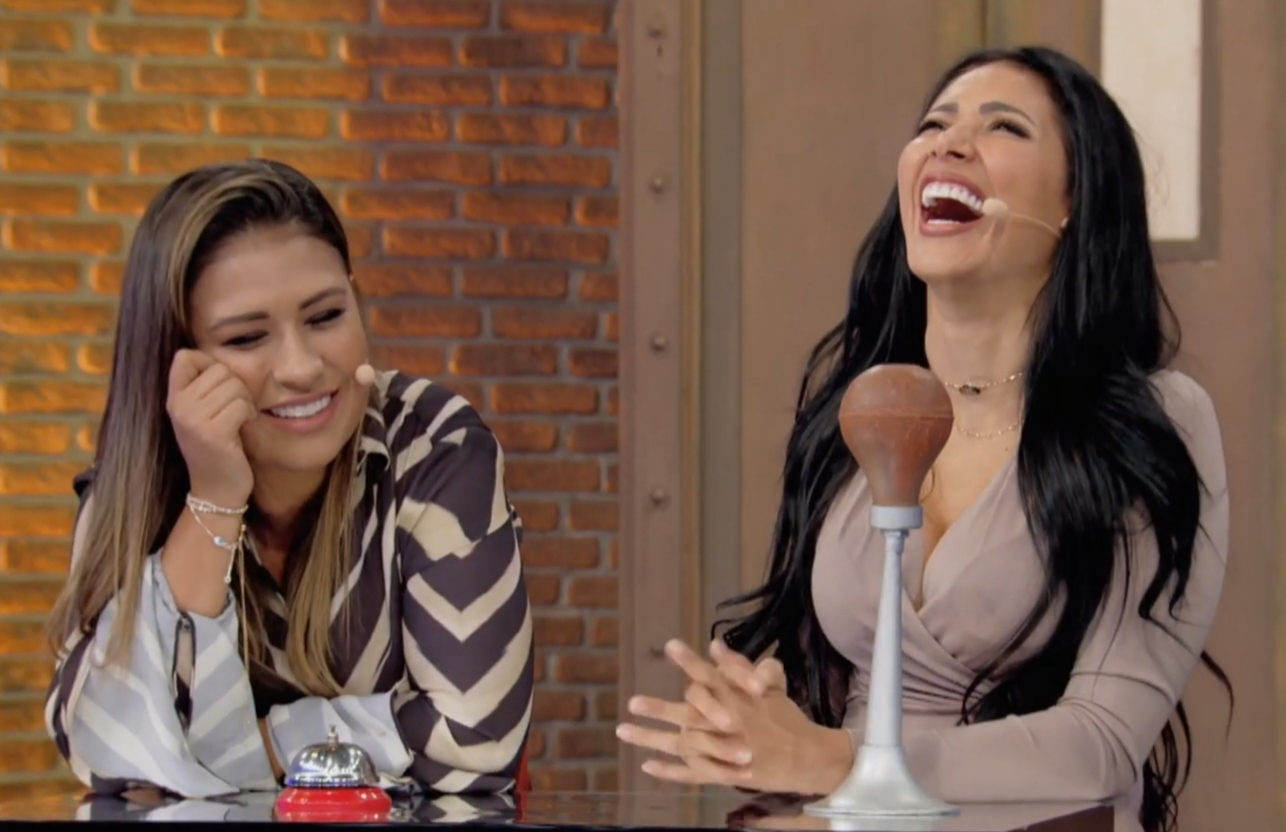
Simone Mendes et Simaria Mendes en 2017, dans l'émission Lady Night.

Le premier album de Simone e Simaria ne sort qu'en téléchargement sur leur site web. Au cours de leur carrière, le duo a figuré dans les classements musicaux nationaux. Le morceau Quando o Mel É Bom atteint la 14e place du Billboard Brasil Hot 100, tandis que 126 Cabides, un morceau sorti plus tard, atteint le sommet des charts nationaux. Le succès à l'échelle nationale n'arrive que lorsque le duo sort son deuxième DVD intitulé Bar das Coleguinhas (2015). Le projet est enregistré à Fortaleza le 12 novembre 2014 avec la participation de Wesley Safadão, Tânia Mara et Gabriel Diniz (pt). En 2016, le duo enregistre son troisième DVD dans la ville de Goiânia, avec la participation des duos Bruno e Marrone et Jorge e Mateus.
En quelques années de carrière, Simone e Simaria acquiert une pertinence significative sur la scène musicale, considérées comme faisant partie d'une « vague » d'artistes féminines dans le segment sertanejo (feminejo). En 2016, elles participent au premier DVD du chanteur Felipe Araújo, frère de Cristiano Araújo, intitulé Ao Vivo em Goiânia sur le titre Me Chama Outra Vez. En juillet 2017, elles sont confirmées comme nouveaux juges de l'émission de talents The Voice Kids de Rede Globo, en remplacement du duo Victor e Leo. Pour clôturer l'année 2017, le duo remporte également la 1re place du classement Connectmix avec le morceau Loka, réalisé en partenariat avec Anitta. Au total, il compte 773 242 écoutes du tube au cours de l'année, ce qui en fait la chanson la plus jouée sur les stations de radio à travers le Brésil. En 2018, le duo interprète un duo avec la chanteuse italienne Laura Pausini sur le morceau Novo, qui figure sur son album Fatti sentire. Le 27 novembre 2020, le duo sort un EP intitulé Debaixo do Meu Telhado, avec des apparitions en tant qu'invités du chanteur Dilsinho et de Bruno e Marrone.

### Séparation (2022)
En 2022, après que Simaria quitte la scène en raison de problèmes de santé, notamment à la gorge,, la relation entre les deux sœurs est affectée, la chanteuse interdisant à Simone et au reste de sa famille d'entrer dans son manoir. Le 18 août 2022, Simone e Simaria annoncent la fin du duo après dix ans et commencent à chanter en solo. Les concerts déjà réservés à l'époque sont donnés par Simone. En 2022, elles ont des désaccords publics et annoncent leur séparation.

## Discographie

### Albums studio
- 2004 : Nã Nã Nim Na Não
- 2005 : Você Só Tá Afim de An, Vol. 2
- 2012 : As Coleguinhas - Vol. 1
- 2013 : As Coleguinhas - Vol. 2
- 2014 : As Coleguinhas - Vol. 3
- 2015 : As Coleguinhas - Vol. 4

### Albums live
- 2013 : Ao Vivo em Manaus
- 2015 : Bar das Coleguinhas
- 2016 : Live
- 2019 : Aperte o Play[17]
- 2020 : Debaixo do Meu Telhado
- 2021 : Bar das Coleguinhas 2

## Tournées
- Turnê das Coleguinhas (2012–2015)
- Turnê Bar das Coleguinhas (2015–2016)
- Turnê Live (2017–2018)
- Turnê Aperte o Play (2019)
- Turnê Debaixo do Meu Telhado (2021–2022)

## Télévision
- 2010 : As Aventuras do Didi - Noivas do Didi e do Dedé[18], épisode 1 de agosto de 2010
- 2017 : O Outro Lado do Paraíso, eux-mêmes, épisode 4 de novembro de 2017
- 2018–2020 : The Voice Kids - juré, saison 3

## Distinctions

### Prêmio Multishow de Música Brasileira
| Année | Catégorie        | Nommé            | Résultat   |
| ----- | ---------------- | ---------------- | ---------- |
| 2016  | Experimente      | Simone e Simaria | Lauréat    |
| 2017  | Música Chiclete  | Loka             | Lauréat    |
| 2017  | Meilleur groupe  | Simone e Simaria | Lauréat    |
| 2017  | Meilleur concert | Simone e Simaria | Nomination |
| 2018  | Meilleur duo     | Simone e Simaria | Nomination |
| 2018  | Meilleur concert | Simone e Simaria | Nomination |
| 2018  | Meilleur morceau | Regime Fechado   | Nomination |

### Latin Grammy Awards
| Année | Catégorie                   | Nommé | Résultat   |
| ----- | --------------------------- | ----- | ---------- |
| 2017  | Meilleur album de sertanejo | Live  | Nomination |

### Prêmio Contigo! Online
| Année | Catégorie                 | Nommé            | Résultat   | Réf    |
| ----- | ------------------------- | ---------------- | ---------- | ------ |
| 2017  | Meilleur duo de sertanejo | Simone e Simaria | Lauréat    |        |
| 2017  | Tube de l'année           | Loka             | Nomination |        |
| 2017  | Clip de l'année           | Regime Fechado   | Nomination |        |
| 2018  | Meilleur duo de sertanejo | Simone e Simaria | Lauréat    | [ 19 ] |

### Prêmio Jovem Brasileiro
| Année | Catégorie    | Nommé            | Résultat |
| ----- | ------------ | ---------------- | -------- |
| 2017  | Meilleur duo | Simone e Simaria | Lauréat  |
| 2018  | Meilleur duo | Simone e Simaria | Lauréat  |

### Capricho Awards
| Année | Catégorie             | Nommé            | Résultat |
| ----- | --------------------- | ---------------- | -------- |
| 2017  | Groupe / duo national | Simone e Simaria | Lauréat  |

### Prêmio Youtube Carnaval
| Année | Catégorie          | Nommé | Résultat |
| ----- | ------------------ | ----- | -------- |
| 2017  | Musique de l'année | Loka  | Lauréat  |

### Troféu Internet
| Année | Catégorie                 | Nommé            | Résultat |
| ----- | ------------------------- | ---------------- | -------- |
| 2018  | Meilleur duo de sertanejo | Simone e Simaria | Lauréat  |

### Troféu Imprensa
| Année | Catégorie                 | Nommé            | Résultat |
| ----- | ------------------------- | ---------------- | -------- |
| 2018  | Meilleur duo de sertanejo | Simone e Simaria | Lauréat  |

### Prêmio Forrozão
| Année | Catégorie           | Nommé                                  | Résultat |
| ----- | ------------------- | -------------------------------------- | -------- |
| 2011  | Musique de l'année  | Se Eu Fosse um Garoto (Forró do Muído) | Lauréat  |
| 2012  | Meilleure chanteuse | Simone Mendes (Simone e Simaria)       | Lauréat  |
| 2012  | Groupe révélation   | Simone e Simaria                       | Lauréat  |
| 2012  | Clip de l'année     | Quero Quero                            | Lauréat  |
| 2013  | Meilleur site web   | www.simoneesimaria.com                 | Lauréat  |
| 2013  | Clip de l'année     | Rainhas da Balada                      | Lauréat  |
| 2013  | Meilleure chanteuse | Simone Mendes (Simone e Simaria)       | Lauréat  |

### Caldeirão de Ouro
| Année | Catégorie                         | Nommé | Résultat | Réf    |
| ----- | --------------------------------- | ----- | -------- | ------ |
| 2018  | As 10 Músicas Mais Tocadas do Ano | Loka  | 7e place | [ 20 ] |